# Bill Sikes
William "Bill" Sikes è un personaggio letterario del romanzo Le avventure di Oliver Twist di Charles Dickens.

## Descrizione
Bill Sikes è uno dei personaggi più malvagi tra quelli creati da Dickens e svolge un ruolo centrale all'interno della trama del libro, dove rappresenta la forza bruta e la violenza. Nel romanzo viene descritto come un uomo rude e rozzo. È un criminale di professione in società con Fagin, e un omicida occasionale. Molto violento ed aggressivo, è preda di improvvisi scoppi d'ira dovuti anche all'abuso di alcol. Ha un cane di razza Bull Terrier di nome Bull's Eye, che abitualmente maltratta e picchia, tanto che l'animale presenta persino dei punti di sutura.
Così Dickens lo descrive alla sua prima apparizione nel romanzo:
La sua ragazza, la prostituta Nancy, tollera la sua indole violenta e senza legge forse perché lei stessa, essendo una ladra dall‘età di sei anni, ha bisogno di un punto fermo nella vita, e perché crede di amarlo. Quando Sikes uccide Nancy, pensando che lo avesse tradito denunciandolo, una folla lo insegue per le strade di Londra fino a quando, accidentalmente si impicca cadendo da un tetto nel tentativo di fuga. L'omicidio di Nancy è particolarmente crudo, ed è una delle scene più forti, agghiaccianti, che Dickens abbia mai scritto.

## L'ambiguità di Sikes
Nel romanzo può sembrare che Sikes abbia qualche lato positivo: durante il tentato furto nell'abitazione in campagna, Sikes non abbandona il ferito Oliver sulla scena del crimine, ma anzi se lo carica in spalla e fugge portandoselo dietro.
Dopo aver assassinato Nancy, sembra essere profondamente scosso dal gesto compiuto: inizia ad avere allucinazioni, che lo inducono a vedere il fantasma della ragazza, o i resti del corpo di questa, ovunque vada.
Inoltre partecipa con estremo vigore alle operazioni di salvataggio durante un incendio.
Nel romanzo Sikes vive a Bethnal Green, successivamente si sposta in una squallida baraccopoli in una zona malfamata di Londra, Jacob’s Island, a est dell'attuale Shad Thames.

## Altri media
Bill Sikes è stato interpretato da Robert Newton nel film di David Lean del 1948 Oliver Twist, e da Oliver Reed nel musical del 1968 Oliver!.
Nella mini serie televisiva britannica del 1999, Sikes è impersonato da Andy Serkis.
Nel film del 2005 Oliver Twist di Roman Polański, il personaggio è interpretato da Jamie Foreman.
Nella serie della BBC datata 2007 Oliver Twist, Sikes viene interpretato da Tom Hardy che ce ne dà una versione più umana e incline all'amore verso Nancy, della quale continua a vedere il fantasma dopo averla assassinata, finendo per impiccarsi da solo nelle fogne.
Il personaggio James Delaney, protagonista della serie TV Taboo scritta da Tom Hardy e suo padre, è deliberatamente ispirato alla figura di Bill Sikes.

### Versione Disney

Sikes nella versione Disney

Nel film della Disney Oliver & Company del 1988, Sikes è doppiato nell'originale da Robert Loggia e da Glauco Onorato nella versione italiana.
In questa versione Sikes è un sanguinario e pericoloso gangster, con il quale Fagin (in questa versione un simpatico e bonario clochard) si è indebitato, e  minaccia di ucciderlo, se non salda il suo debito con lui. Rapisce la piccola Jenny, con l'intenzione di chiedere un sostanzioso riscatto alla sua famiglia, ma alla fine, Oliver e i suoi amici a quattro zampe riusciranno a salvare la bambina, in un inseguimento che si conclude sui binari della metropolitana, dove Sikes trova la morte schiantandosi con la sua macchina contro il treno che stava attraversando la ferrovia.
Il personaggio del film appare di conseguenza molto cambiato rispetto alla versione originale: non è un rozzo ladro ma è un potente e spietato boss attivo in molte attività criminali, e per il quale l'omicidio è un atto apparentemente abituale anche se, in genere, lascia il lavoro sporco ai suoi scagnozzi (solo accennati e mai mostrati nel film) e soprattutto ai suoi due feroci dobermann Roscoe e DeSoto. Si dimostra anche una persona raffinata e sofisticata, avendo l'hobby di costruire e collezionare modellini di automobili e navi.
Fa parte del franchise dei Cattivi Disney.

### Interpreti principali
| Anno | Bill Sikes           | Media       | Titolo                                                                                       |
| ---- | -------------------- | ----------- | -------------------------------------------------------------------------------------------- |
| 1860 |                      | teatro      | Oliver Twist, Broadway première                                                              |
| 1897 | Charles J. Ross      | cinema      | Death of Nancy Sykes, cortometraggio muto (USA, 1897)                                        |
| 1909 |                      | cinema      | Oliver Twist, cortometraggio muto (USA, 1909), diretto da James Stuart Blackton              |
| 1910 |                      | cinema      | L'Enfance d'Oliver Twist, cortometraggio muto (Francia, 1910), diretto da Camille de Morlhon |
| 1912 | Mortimer Martine     | cinema      | Oliver Twist, film muto (USA, 1912), prodotto dalla General Film Publicity & Sales Co.       |
| 1912 | Harry Royston        | cinema      | Oliver Twist, film muto (GB, 1912), diretto da Thomas Bentley                                |
| 1912 |                      | teatro      | Oliver Twist, Broadway revival                                                               |
| 1916 | Hobart Bosworth      | cinema      | Oliver Twist, film muto (USA, 1916), diretto da James Young                                  |
| 1919 | Gyula Szöreghy       | cinema      | Oliver Twist (Twist Olivér), film muto (Ungheria, 1919), diretto da Márton Garas             |
| 1921 | G. Raymond Nye       | cinema      | Oliver Twist Jr., film muto (USA, 1921), diretto da Millard Webb                             |
| 1922 | George Siegmann      | cinema      | Oliviero Twist (Oliver Twist), film muto (USA, 1922), diretto da Frank Lloyd                 |
| 1933 | William 'Stage' Boyd | cinema      | Oliver Twist, film (USA, 1933), diretto da William J. Cowen                                  |
| 1948 | Robert Newton        | cinema      | Le avventure di Oliver Twist (Oliver Twist), film (GB, 1948), diretto da David Lean          |
| 1955 |                      | televisione | Oliver Twist, sceneggiato TV (Brasile, 1955)                                                 |
| 1959 | Tom Clancy           | televisione | Oliver Twist, sceneggiato TV (USA, 1959), diretto da Daniel Petrie                           |
| 1960 |                      | televisione | Oliver Twist, sceneggiato TV (Brasile, 1960)                                                 |
| 1960 | Danny Sewell         | teatro      | Oliver!, musical (GB, 1960), musica e libretto di Lionel Bart, London première               |
| 1962 | Peter Vaughan        | televisione | Oliver Twist, mini-serie TV (GB, 1962), diretta da Eric Tayler                               |
| 1962 | André Oumansky       | televisione | Oliver Twist, mini-serie TV (Francia, 1962), diretta da Jean-Paul Carrère                    |
| 1963 | Danny Sewell         | teatro      | Oliver!, musical (GB, 1960), musica e libretto di Lionel Bart, Broadway première             |
| 1968 | Oliver Reed          | cinema      | Oliver!, film (GB, 1968), diretto da Carol Reed                                              |
| 1982 | Tim Curry            | televisione | Oliver Twist, film TV (GB, 1982), diretto da Clive Donner                                    |
| 1983 | Linal Haft           | teatro      | Oliver!, musical (GB, 1983), musica e libretto di Lionel Bart, London revival                |
| 1984 | Graeme Campbell      | teatro      | Oliver!, musical (GB, 1994), musica e libretto di Lionel Bart, Broadway revival              |
| 1985 | Michael Attwell      | televisione | Oliver Twist, miniserie TV (GB, 1985), diretta da Gareth Davies                              |
| 1994 | Miles Anderson       | teatro      | Oliver!, musical (GB, 1994), musica e libretto di Lionel Bart, London revival                |
| 1997 | David O'Hara         | televisione | Oliver Twist, film TV (1997), diretto da Tony Bill                                           |
| 1999 | Andy Serkis          | televisione | Oliver Twist, mini-serie TV (GB 1999), in 4 episodi, diretta da Renny Rye                    |
| 2002 | Antti Reini          | televisione | Olivia Twist, mini-serie TV (Svezia, 2002), diretta da Jonas Cornell                         |
| 2003 |                      | cinema      | Twist, film (Canada, 2003), diretto da Jacob Tierney                                         |
| 2004 | Bart Fouche          | cinema      | Boy Called Twist, film (Sud Africa, 2004), diretto da Tim Greene                             |
| 2005 | Jamie Foreman        | cinema      | Oliver Twist, film (GB, 2005), diretto da Roman Polański                                     |
| 2007 | Tom Hardy            | televisione | Oliver Twist, miniserie TV (GB-USA, 2007), diretta da Coky Giedroyc                          |
| 2009 | Burn Gorman          | teatro      | Oliver!, musical (GB, 1960), musica e libretto di Lionel Bart, London revival                |
| 2015 | Mark Stanley         | televisione | Dickensian, serie televisiva (GB, 2015-16)                                                   |